# Черепаха коричнева
Черепаха коричнева (Manouria emys) — вид черепах з роду Азійські сухопутні черепахи родини Суходільні черепахи. Має 2 підвиди. Інша назва «бірманська бура черепаха».

## Опис
Загальна довжина карапакса цієї черепахи коливається від 28 см до 41 см, іноді 60 см, вага сягає 31—37 кг. Голова витягнута. Шия товста, широка. Панцир масивний, поверх карапаксу майже плаский, масивний, перевершує пластрон. У самців хвіст довший і товщий, ніж у самиць. Лапи масивні та потужні. На передніх кінцівках є 4 кігтя, на задніх — 5.
Забарвлення коливається від темно-коричневого до червонуватого кольору. Платрон дещо світліше за пластрон.

## Спосіб життя
Полюбляє тропічні, вологі ліси. Більшу частину часу проводить під лісовою підстилкою, зарившись у вологий ґрунт. Харчується земноводними, безхребетними, рослинною їжею.
Самиця відкладає від 31 до 60 яєць у спеціально збудовано кубло. Самиця постійно турбується про яйця. Інкубаційний період триває від 62 до 74 діб.
Місцеве населення активно полює на цих черепах.

## Розповсюдження
Мешкає у східній Індії, Бангладеші, М'янмі, Таїланді, Малайзії, Індонезії.

## Підвиди
- Manouria emys emys
- Manouria emys phayrei